# Campanula xylocarpa
Campanula xylocarpa är en klockväxtart som beskrevs av Miloslav Kovanda. Campanula xylocarpa ingår i släktet blåklockor, och familjen klockväxter. Inga underarter finns listade i Catalogue of Life.